# Giovanna Rossi
Giovanna Rossi (fl. XVI secolo) è stata una tipografa italiana attiva a Ferrara tra il 1575 e il 1582.

## Biografia
Vedova dello stampatore ducale Francesco Rossi (Valenza o Ferrara 1503- Ferrara 1574/1575) fu una tipografa italiana attiva a Ferrara tra il 1575 e il 1582.
L'attività tipografica di Francesco Rossi a Ferrara iniziò probabilmente nel 1552 e si protrasse fino al 1573/1574 con più di 70 pubblicazioni recensite. L'ultima edizione in cui è rintracciabile la firma del Rossi è la Dottrina christiana da insegnarsi a i putti con la dichiaratione d'essa agiontoui nel fine alcune canzonette spirituali (FERE002403), stampata nel 1573. Le opere prodotte nel 1574 non recano la firma del Rossi ma soltanto una delle sue tipiche marche tipografiche: il pino carico di frutti recante il motto Sua cuique dies. Dal 1575 invece, oltre alla già citata marca tipografica, si ritrova la firma "Heredi di Francesco de Rossi". È stato quindi ipotizzato che la morte di Francesco sia avvenuta nel 1574 e che gli eredi abbiano aspettato la sua scomparsa prima di iniziare a firmarsi in modo indipendente.
È noto che fu in questa tipografia che Vittorio Baldini mosse i primi passi come garzone/tipografo, probabilmente alle dipendenze dirette di Francesco Rossi.
Nel 1575, nel momento della morte di Francesco Rossi l'attività fu lasciata alla moglie Giovanna e ai nipoti minorenni. Per assicurare il proseguimento dell'attività, si aprÍ un periodo di collaborazione tra il Baldini e gli eredi Rossi, nella tipografia dei quali furono stampate, oltre ad una produzione propria, delle opere chiaramente commissionata e curate dal tipografo veneto. Questa relazione è attestata dalla continuità mostrata nell'utilizzo delle marche tipografiche caratteristiche di Francesco Rossi, osservabili anche in alcune edizioni dei primi anni di attività del Baldini. Grazie ad una supplica della vedova Giovanna Rossi, si è giunti a conoscenza dei successivi tentativi da parte del Baldini, coronati poi da successo, di rilevare la conduzione dell'impresa a discapito dei legittimi eredi. Ciò avvenne in maniera definitiva nel momento in cui Vittorio Baldini riuscì ad ottenere il riconoscimento ducale e i nulla osta del Maestrato che i nipoti minorenni Rossi e la vedova Giovanna erano impossibilitati giuridicamente ad ottenere. In questo modo furono esclusi definitivamente dalla scena tipografica ferrarese.
Nelle pubblicazioni del 1582 al nome degli eredi di Francesco Rossi si affianca quello di Paolo Tartarino, un altro importante tipografo attivo in quegli anni nella città estense.

## Marche tipografiche utilizzate

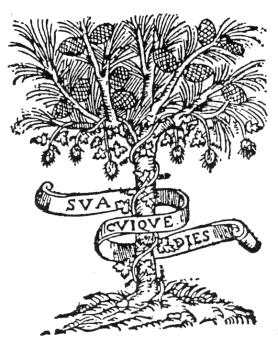
Pino ricco di pigne sul cui tronco si avvolge un ramo di edera. Motto: "sua cuique dies".

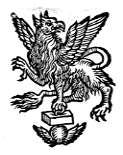
Grifone che regge con l'artiglio una pietra alla quale è incatenato un globo alato

Le marche tipografiche utilizzate dagli eredi Rossi sono le stesse che caratterizzarono il lavoro di Francesco Rossi e che si trova anche nelle prime opere stampate da Vittorio Baldini. L'albero carico di frutti recante il motto "sua cuique dies" è la marca tipografica più utilizzata dal laboratorio.

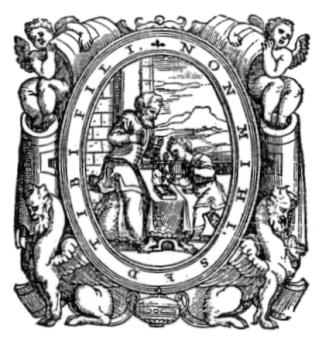
Maestro e allievo. In cornice figurata che reca il motto "non mihi sed tibi fili".

## Edizioni stampate

### 1575
- Modo di deuotione da usarsi ogni dì "per gli heredi di Francesco de' Rossi"[7]
- Iuris ciuilis positiones centum ex ordinariis materiis, tum matutinis, tum serotinis, que publice in scholis leguntur decerptae per Franciscum Casellatum ... di Francesco Casellato[7]
- Grida sopra le monete d'oro et d'argento "per gli heredi di Francesco de i Rossi"[7]
- Constitutioni sinodali della diocese d'Adria pubblicate alli 7 di settembre, 1564, doppo la publicatione del sacrosanto concilio general di Trento. Con alcune altre aggiunte di nuouo "per gli heredi di Franc. de i Rossi"[7]
- La vita del glorioso confessore santo Francesco di Paola, fondatore dell'Ordine de' Minimi. Distinta in due parti, & nuouamente composta, per il reuerendiss. p.f. Gaspare Passarello di Monopoli, Generale del medesmo ordine di Gaspare Passarello "per gli heredi di Francesco de i Rossi"[8]
- Lettera consolatoria del sig. Gio. Antonio Pocaterra dottor di leggi, al mag. sig. Alessandro Pocaterra suo parente. Con alcune rime raccolte per il medesimo nella morte della serenissima Barbara d'Austria duchessa di Ferrara "eredi di Francesco Rossi il giovane"[7]

### 1576
- Antonii Montecatini Ferrariensis In eam partem 3. libri Aristotelis de anima, quae est De mente humana, lectura. Continens partitiones, resolutionesque exemplum earum, quas in omnia eiusdem Aristotelis opera auctor meditabatur. Adiunctis quibusdam scholijs, quaestionibus, & in digressiones Auerrois digressionibus. Omnia a Hieronymo Bouio Ferrarien. collecta & edita. ... di Antonio Montecatini "typis haeredum Francisci Rubei"[7]
- Marocelli de Marocellis patricii ferrarien. academicorum Mercurialium principis theoremata dialectica et moralia. Ad clarissimum iurisconsultum d. Ioan. Mariam Crispum serenissimi principis Ferrariae consiliarium integerrimum di Marocelli "apud Haredes Francisci Rubei"[7]
- Ciuilis, canonicique iuris nonnulla disputanda problemata. Seraphino Iacobello ferrariensi operosae academiae, sub auspicijs excellentissimi iuris utriusq. consulti d. Ioannis baptistae Boschetti praeceptoris nostri dignissimi di Serafino Giacobelli "apud Haeredes Francisci Rubei"[7]

### 1577
- Baptistae Guarini iun. Oratio. In funere inuictiss. imperat. Maximiliani 2. Caes. Aug di Battista Guarini "apud haeredes Francisci Rubei"

### 1578
- Octoboni Pocetii Sablonetensis Oratio. In funere illustrissimi et excellentissimi Alfonsi principis Estensis iun di Pocezio Ottobono "apud haeredes Francisci Rubei. In via Sancti Gulielmi, ad III. Kal. Decem. [29.XI]"[7]

### 1581
- Gierusalemme liberata, poema heroico del signor Torquato Tasso. ... Tratta dal vero originale, con aggiunta di quanto manca nell'altre edittioni, con l'Allegoria dello stesso autore et con gli Argomenti à ciascun canto del s. Horatio Ariosti. ...[9] di Torquato Tasso "appresso gli heredi di Francesco de' Rossi"[7]

### 1582
- Scielta delle rime del s. Torquato Tasso. Prima, e seconda parte. ... di Torquato Tasso "appresso Domenico Mammarelli, e Giulio Cesare Cagnacini compagni, 1582 (In Ferrara : nella stamperia degli eredi di Francesco di Rossi)"[7]
- Reuocatione et prohibitione de licenze d'armi d'ogni sorte "per gli heredi di Francesco Rossi"[7]
- Tauole della prima parte della specularia, cioè della scienza de gli specchi. Ridotte da Rafael Mirami ... di Rafael Mirami "appresso gli heredi di Francesco Rossi, & Paolo Tortorino, compagni"[7]
- Compendiosa introduttione alla prima parte della specularia, cioè della scienza de gli specchi. Opera noua, nella quale breuemente, e con facil modo si discorreintorno agli specchi e si rende la cagione, di tutti i loro miracolosi effetti composta da Rafael Mirami ... di Rafael Mirami "appresso gli heredi di Francesco Rossi, & Paolo Tortorino, compagni"[7]
- Madrigali del r. monsig. d. Lodovico Agostini proto. apostolico cappellano et musico del duca di Ferrara. Libro terzo a sei voci. Lodovico Agostino "heredi di F. Rossi et Paulo Tortorino"[7]